# 那智勝浦町消防本部
那智勝浦町消防本部（なちかつうらちょうしょうぼうほんぶ）は、和歌山県東牟婁郡那智勝浦町の消防部局（消防本部）。管轄区域は那智勝浦町全域。

## 概要
- 消防本部：和歌山県東牟婁郡那智勝浦町大字天満1244番地１
- 管内面積：183.45km2
- 職員定数：40人
- 消防署1カ所
- 主力機械（2021年12月1日現在）
  - 普通消防ポンプ自動車：2
  - 水槽付消防ポンプ自動車：1
  - 化学消防車：1
  - 高規格救急自動車：3
  - 水難救助資機材搬送車：1
  - 指揮車：1
  - 消防艇：1
  - 小型動力ポンプ：1
  - 指令車：1
  - 広報車：1
  - 積載車：1

## 沿革
- 1975年4月 – 那智勝浦町消防本部・消防署が発足。
- 1975年10月 – 消防本部・消防署庁舎竣工。
- 1988年1月 – 消防艇「はくりゅう」竣工。